# Euheresiarches amoenus
Euheresiarches amoenus là một loài tò vò trong họ Ichneumonidae.